# Sunrise Township, Minnesota
Sunrise Township är en kommun (township) i Chisago County i delstaten Minnesota, USA.